# Чернігівська чоловіча гімназія
Черні́гівська класична чоловіча гімна́зія — гімназія, заснована 1805 році, шляхом реорганізації Головного народного училища, відкритого 1789 р.
Для прискорення відкриття гімназії кн. Куракін (малоросійський губернатор) віддає приміщення, яке будувалося за рахунок казни і призначалося для перебування в м. Чернігові генерал-губернатора, з тим щоб були зроблені необхідні перебудови під навчальний заклад. Споруда була збудована у стилі російського класицизму за типовим проектом Андріяна Захарова. Будинок мурований, прямокутний у плані, з виступами-ризалітами з боку двору. На невисокому рустованому стилобаті першого поверху розміщено розкішний портик тосканського ордеру, який завершується горизонтальною лінією аттика.
Чернігівська чоловіча гімназія була відкрита 17 січня 1805 року в присутності малоросійського генерал-губернатора князя Олексія Борисовича Куракіна. Гімназія займала два будинки: в одному з них розміщувалися навчальні класи (зараз це будівля Чернігівського обласного історичного музею ім. В. В. Тарновського), в іншому — пансіон для приїжджих учнів.

## Історія
17 січня 1805 р. — відкриття Чернігівської класичної чоловічої гімназії. Директором було призначено Михайла Єгоровича Маркова, який крім адміністративних обов'язків викладав латинську мову, мінералогію та ботаніку. До гімназії приймали всіх, не беручи до уваги звання і стан. Було набрано два класи. З 1807 р. мала чотири класи. До першого викладацького складу увійшли: Бардаков Іван Семенович (математика), Самарський-Биховець Сильвестр Васильович (історія, географія, статистика), ієромонах Малинович Савва Петрович (філософія і словесність), Пиланкевич Іван Миколайович (латинська мова), Колинет Йосип Іванович (французька мова), Кнейпер Федір Григорович (німецька мова).
13 листопада 1821 р. — гімназія перейшла до нової будівлі, побудованої для губернатора і відданої під гімназію.
1834 р. гімназія перетворена на 7-класну.
З 1836 до 1843 року інспектором гімназії був Іван Матвійович Сбітнєв, прапрадід письменника Юрія Сбітнєва, який зараз проживає і працює у Чернігові. Іван Матвійович також з 1836 року був Попечителем Чернігівської публічної бібліотеки, отже Чернігівська обласна бібліотека є старшою, ніж вважалося досі.
Від 1843 р. при гімназії діяв шляхетний пансіон із лікарнею, аптекою та бібліотекою, де жили вихованці гімназії. Але, зважаючи на збільшення кількості бажаючих навчатися, приміщень не вистачало, тому постала необхідність будівництва нової будівлі для пансіону.
25 червня 1850 р. було відкрито двоповерхову будівлю пансіону. За головним корпусом знаходилася будівля з квартирами для вихователів, лікарня та лазня. Для занять п'ятдесяти вихованців були обладнані великі спортивні майданчики. У 1854 р. будівлю пансіону було заселено гімназистами. На жаль, на сьогоднішній день комплекс будівель пансіону не зберігся, за винятком єдиної будівлі — гімназійної спортивної зали, де знаходилася обласна рада спортивного товариства «Спартак» на Валу. Зараз у будинку міститься міська спортивна школа.
У жовтні 1857 р. Чернігівську класичну гімназію відвідав імператор Олександр ІІ, який разом із дружиною прямував через Київ та Чернігів до Москви.
Із 1858 р. у гімназії працював український письменник, байкар Л. І. Глібов.
У 1859 р. при гімназії відкрито підготовчий клас.
1860 р. — при гімназії було відкрито недільну школу, а також землемірно-таксаторський клас.
У 1915 р. чоловіча гімназія мала 8 основних і 2 підготовчі класи.

## Директори Чернігівської класичної чоловічої гімназії
- 1-й директор — Михайло Єгорович Марков (1805—1819)
- 2-й — Сильвестр Васильович Самарський-Биховець (1819—1831)
- 3-й — Петро Степанович Левицький (1831—1836)
- 4-й — Борис Іванович Фішер (1836—1839)
- 5-й — Яків Павлович Ростовцев (1839—1846)
- 6-й — Януарій Михайлович Невєров (1846—1850)
- 7-й — Олександр Михайлович Богаєвський (1850—1857)
- 8-й — Єгор Васильович Гудима (1857—1866)
- 9-й — Микола Панкратович Кустов (1866—1872)
- 10-й — Адольф Данилович Месс (1873—1881)
- 11-й — Володимир Васильович Порскалов (1881—1882)
- 12-й — Петро Васильович Кизимовський (1882—1895)
- 13-й — Шульженко
- 14-й — Юліан Петрович Антонюк (1895—1899)
- 15-й — Євген Миколайович Зеленецький (1899—1903)
- 16-й — Іван Дмитрович Марков (1903—1905)
- 17-й — Михайло Єгорович Фірсов (1905)

## Випускники
- Сбітнєв Микола Іванович — Дійсний Статський Радник, правознавець, автор підручників із спадкового права
- Джогін Павло Павлович — художник, пейзажист
- Косач П. А. — громадський діяч, батько Лесі Українки
- Успенський Г. І. — письменник, народник
- Єрмаков В. П. — математик, заслужений професор Київського університету
- Каченовський Д. І. — правознавець, доктор юридичних наук, спеціаліст із міжнародного, зокрема морського, та державного права
- Вербицький М. А. — український письменник, громадський діяч
- Волкович М. М. — український хірург
- Коцюби́нський Ю. М. — український радянський діяч
- Примаков В. М. — український радянський воєначальник
- Кочерга І. А. — український драматург
- Варзар В. Є. — статистик
- Кошевський К. П. — український актор та режисер
- Нерода Г. В. — скульптор
- Сац І. О. — диригент, композитор
- Щербина Г. С. — російський дипломат, вчений українського походження
- Кисельов Г.Л. — український радянський музикознавець, кандидат мистецтвознавства, в.о. професора Київської консерваторії.